# 린 (마약)

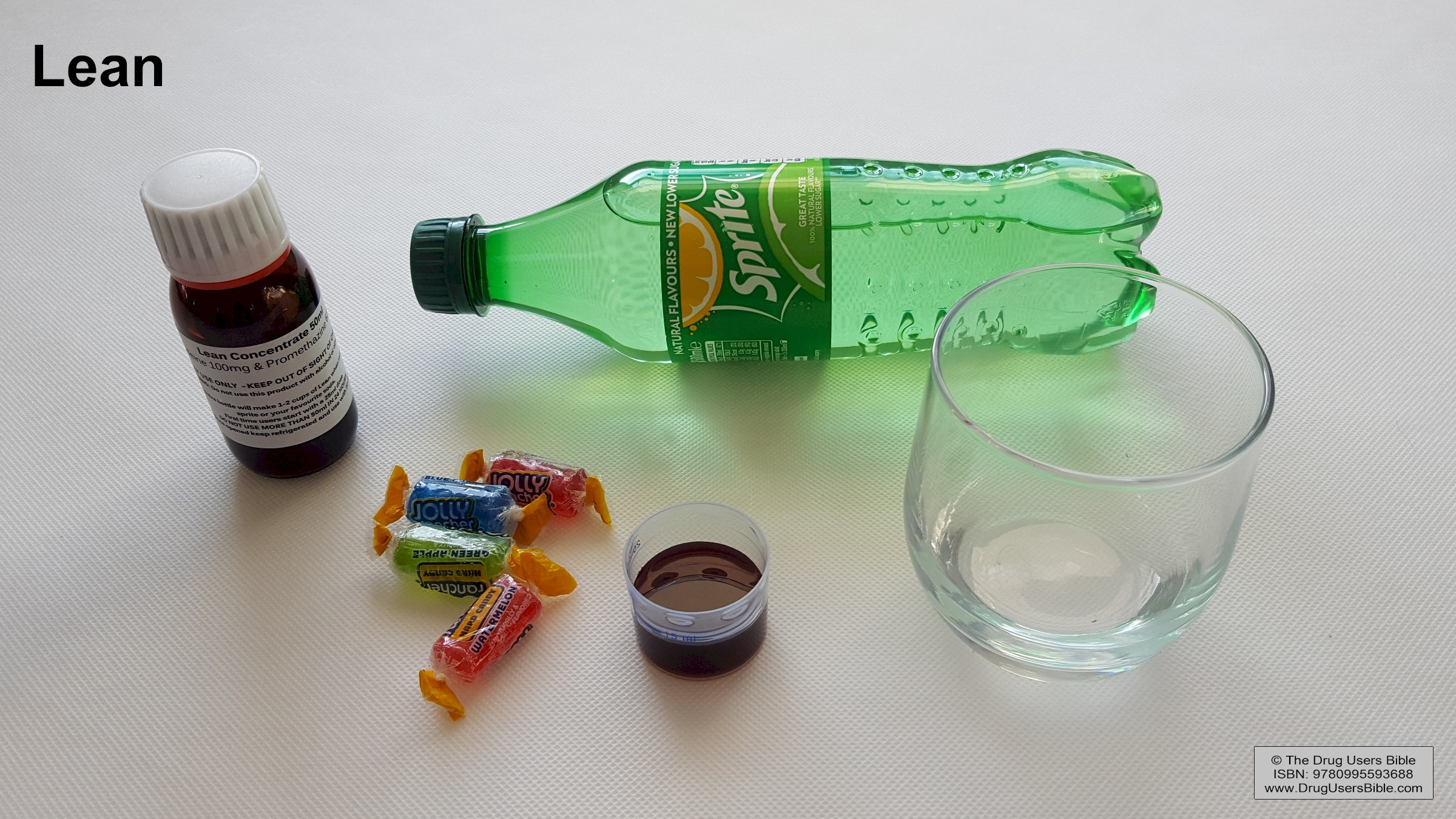
린을 제조하는데 사용하는 준비물.코데인 - 프로메타진 기침 시럽, 졸리 랜처 사탕, 그리고 스프라이트. 사진에는 없지만 보통 두 개의 컵을 겹쳐 마신다. 린을 준비하는 방법에 대한 지침이 시럽이 든 병에 인쇄되어 있다.

린 (Lean), 퍼플 드링크(purple drank), 퍼프(purp)나 기름(oil) 등의 다양한 이름으로 알려져 있다.
코데인과 프로메타진이 함유된 처방용 기침 시럽을 청량 음료와 혼합하여 제조된 레크리에이션에 사용되는 마약성 음료로, 휴스턴에서 유래되었으며 미국 남부의 힙합 문화 사이에서 인기가 있다.

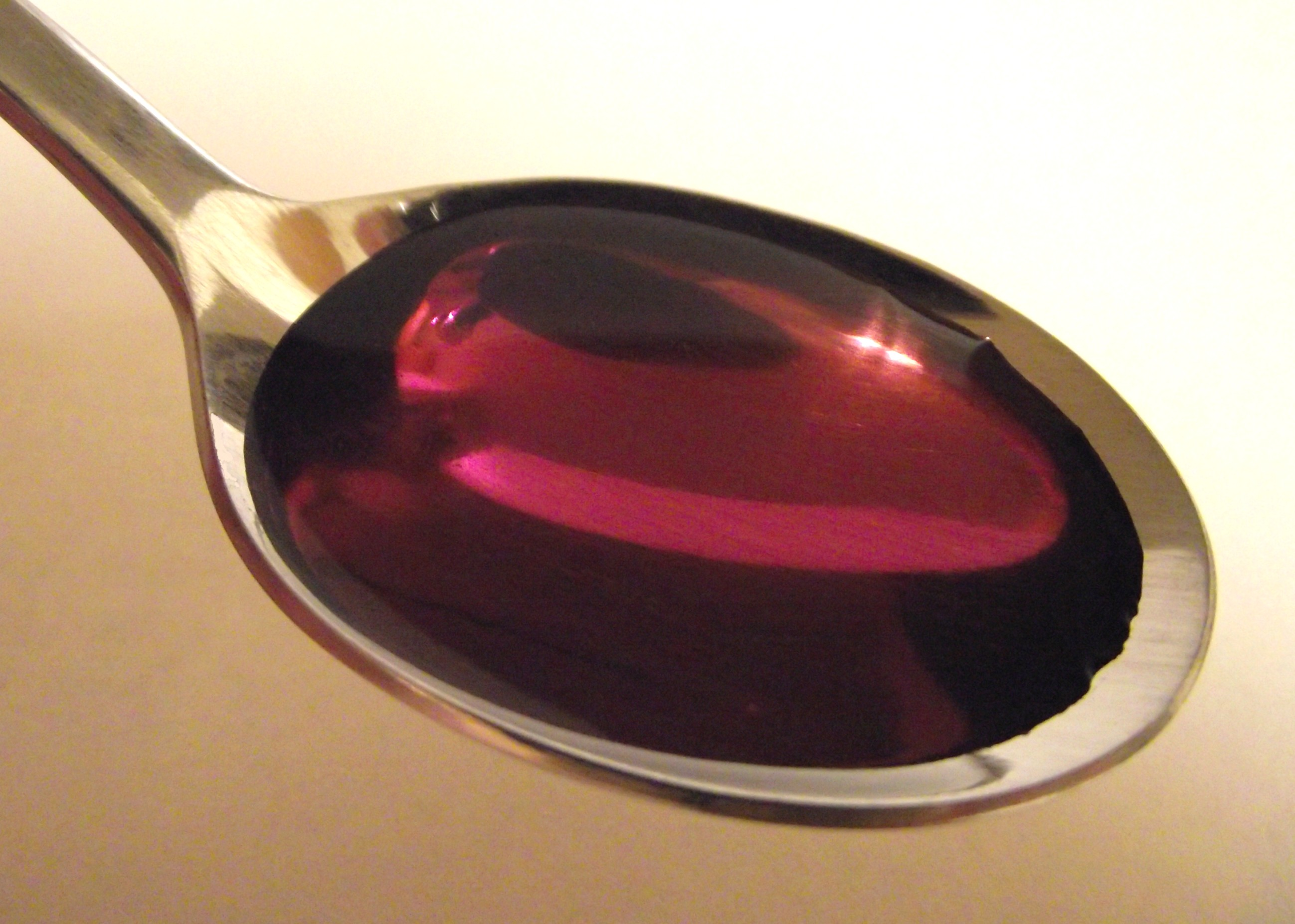
스푼에 든 프로메타진 / 코데인 시럽은 독특한 보라색을 보여준다.

## 이름
린(lean)이라는 용어는 똑바로 일어서기가 어려운 사용자의 성향을 가리킨다. 퍼플 드링크(Purple drink)는 일반적으로 보라색이고, 사용되는 기침 시럽은 보라색이며, 아프리카계 미국 영어로는 알코올 음료 또는 취하게 하는 음료를 의미한다. 다른 이름으로는 시저프 (sizzurp), 시럽 (syrup), 드링크 (drank), 바레 (barre), 보라색 젤리 (purple jelly), 웍 (wok), 텍사스 차 (Texas tea), 멤피스 머드 (Memphis mud), 더티 스프라이트 (dirty Sprite) 등이 있다.

## 재료
일반적으로 린의 기본은 강력한 처방 감기약, 특히 프로메타진과 코데인을 모두 함유한 기침 시럽이다. 덱스트로메토르판을 유효성분으로 함유한 시판 감기약도 사용됐는데, 비슷한 효과를 낼 수 있고, 의사의 처방을 받을 필요가 없기 때문이다.
마실 수 있는 혼합물을 만들기 위해, 기침 시럽은 청량 음료, 특히 사이다, 마운틴 듀, 환타 같은 과일 맛이 나는 음료와 결합되며, 일반적으로 컵 두 개를 겹친 형태에 제공된다. 보통 졸리렌처 같은 딱딱한 사탕은 혼합물에 더 달콤한 맛을 주기 위해 첨가될 수 있다.
원치 않는 맛을 가리는 것은 과다복용의 한 요인인 효능에 대한 판단을 손상시킬 수 있다.

## 영향
사용자에게 미치는 생리적인 영향은 가벼운 "기동 기능 장애, 무기력, 졸음, 신체의 모든 부분으로부터의 해리감"을 동반하는 가벼운 "유포성 부작용"을 낳는 것이다. 탄산음료, 기침 시럽, 그리고 졸리렌처의 매우 달콤한 조합은 오랫동안 혀에 머무르는 맛과 입의 느낌을 제공한다고 제안되었다. 이러한 현상은 종종 처음 사용자에게 어필된다. 린은 종종 알코올 및 다른 약물과 함께 사용된다.

### 위험 요소
기침 시럽은 처방된 양으로 복용하면 안전하다. 그러나 프로메타진은 중추신경계(CNS)의 억제제이고, 코데인은 호흡억제제이기 때문에 위험은 높은 용량에서 발생한다. 코데인을 과다 복용하면 호흡이 멎을 수 있다. 술과 다른 약을 살코기와 함께 사용하면 호흡기 우울증에 걸릴 확률이 높아진다. 조지 팔리에라스 (George Fallieras) 박사는 이 혼합물이 발작 자체를 일으키는 것이 아니라, 발작에 걸리기 쉬운 사람들에게서 발작의 가능성을 증가시킨다고 말했다. 이 음료에는 다량의 아편산 코데인이 포함되어 있는데, 이 아편산 코데인은 다량 복용 시 중독될 수 있으며, 팔리에라스는 "프로메타진은 적어도 일화적으로 뇌에서 코데인의 행복 효과를 강화시키는 것으로 알려져 있다."고 말한다.
그 음료의 중독성은 규칙적인 사용을 중단하려고 시도하는 것이 금단 증상을 가져올 수 있다는 것을 의미한다. I2008년 MTV 뉴스와의 인터뷰에서 릴 웨인은 복용 중단 에 대해 "멈추면 위의 기능이 정지되는 것 같다. 모두가 내가 린을 복용하는 행위를 멈추기를 원한다. 하지만 그렇게 쉬운 일이 아니다." 라고 말했다.
린은 몇몇 저명성 있는 사람들의 죽음을 야기한 것으로 확인되거나 의심된다. 호흡저하증은 코데인의 사용과 관련된 잠재적으로 심각하거나 치명적인 약물 부작용이지만, 주로 중추신경계를 억제하는 페노티아진(phenothiazine) 관련 항히스타민 프로메타진에 그 위험성이 있다. 이 호흡저하증은 복용하는 용량과 관련이 있으며, 과다복용의 잠재적으로 치명적인 결과에 대한 메커니즘: 호흡기 저하 또는 심장마비이다. 대부분의 중추신경계 억제제와 마찬가지로 알코올과의 혼합은 호흡부전 및 기타 합병증의 위험을 크게 증가시킨다.

## 역사
린은 1960년대경, 블루스 뮤지션들이 덱스트로메토르판을 맥주와 함께 복용했을 때. 휴스턴에서 발전된 것으로 추정된다. 나중에 와인 쿨러가 시장에 나왔을 때, 그들은 맥주로 대체했다.블루스 뮤지션들은 휴스턴의 5번째 워드 (Fifth Ward), 3번째 워드 (Third Ward), 사우스 파크 (South Park) 이웃에 살았고, 이 문화는 휴스턴의 같은 지역에서 자란 래퍼 세대에 의해 이루어졌다.1980년대와 1990년대에 이 공식은 70년대부터 90년대 초반까지 유행했던 글루테티마이드(glutethimide)와 코데인의 조합처럼 코데인 프로메타진 기침 시럽을 사용하는 것으로 바뀌었다.
린은 1990년대 래퍼 DJ 스크루(DJ Screw)가 믹스테잎으로 린을 언급하는 여러 곡을 발표하기 전까지, 지역 휴스턴의 작은 유행으로만 남아있었다.
DJ 스크루의 음악은 특히 휴스턴의 기후에 적합했다. 더위와 휴스턴 지역의 광대함으로 인해 주민들은 그들의 차를 타고 장시간 운전하며 DJ 스크루의 음악을 들으며 "항상 DJ 스크루를 가장 적절하게 보완하는 음악은 항상 느렸다. 그리고 느려졌다고 말할 때, 그는 아파트에서 래퍼들과 비트를 자유자재로 연주하며 녹음했고, 그는 이 큰 믹스테이프를 만들었으며, 그리고 나서 그의 카세트 레코더에서 그의 음악 스타일은 더 느려졌다."라고 말했다. DJ 스크루(DJ Screw)의 가사에 희박하고 느린 템포의 사용으로 인해 그의 스타일은 "만약 곡 자체가 너무 많은 코데인 프로메타진을 취했다면" 이라는 특징을 갖게 되었다. 휴스턴 외곽의 래퍼들은 곧 그의 스타일의 양상을 받아들였다.
린은 휴스턴에서 오명을 쓴 적이 없다. 그러나 DJ 스크루(DJ Screw) 와 관련된 것으로 보이는 이른 죽음과 함께, 그 혼합물은 휴스턴 지역의 법 집행의 초점이 되었고, 그것을 둘러싼 일부 측면에 중범죄 혐의가 적용되었다.

### 대중화

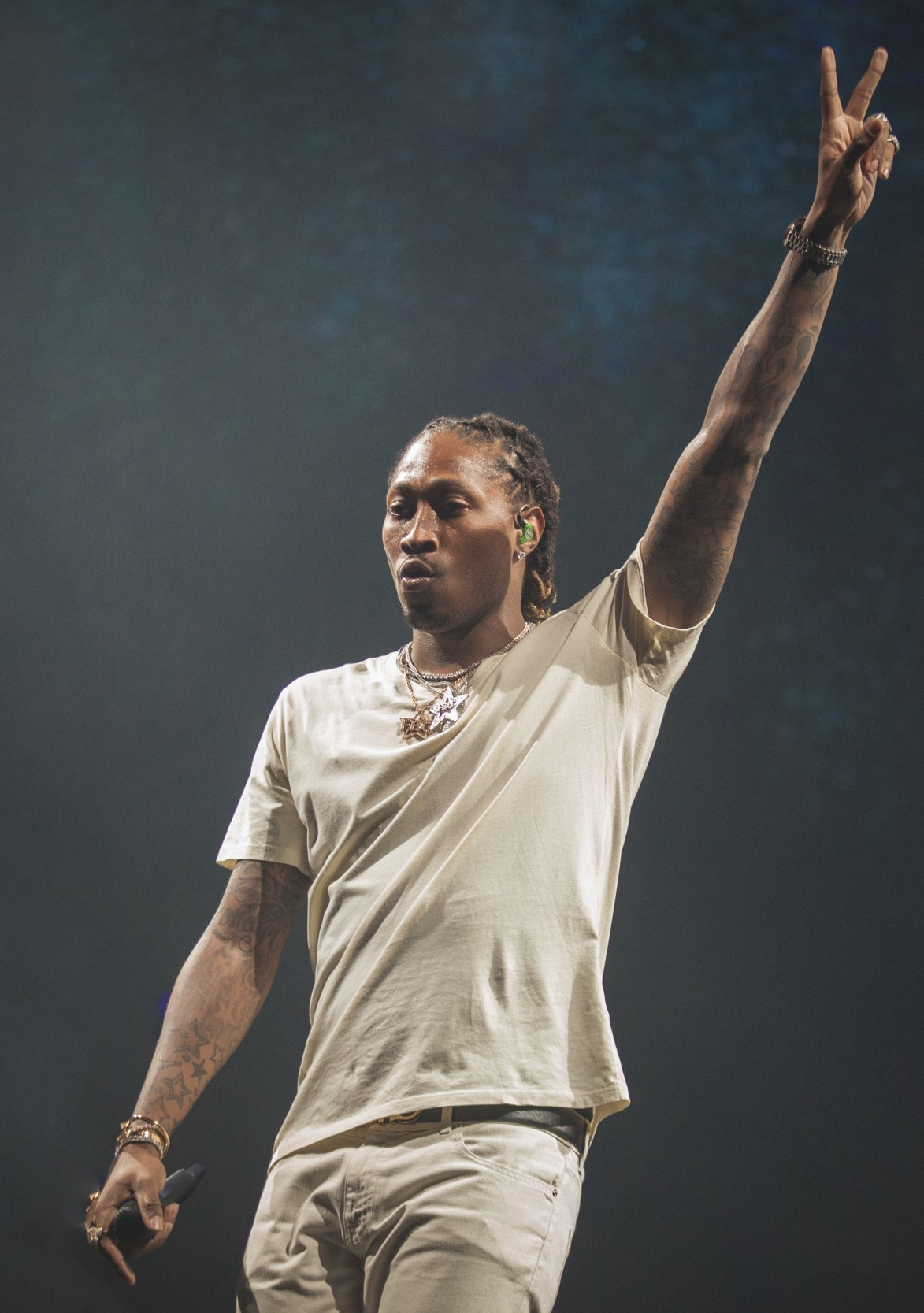
2019년, 래퍼 퓨처가 공식적으로 그의 음악이 어떻게 십대들에게 마약을 시도하도록 영향을 주었는지 이야기하며 린 복용을 중단할 것을 연설했다.

휴스턴의 프로듀서 DJ 스크류 (DJ Screw)는 이 혼합물을 대중화했다. 그는 잘 다듬어진 스타일의 힙합 음악의 원천으로 널리 알려져 있다. 프로메타진과 코데인의 조합은 휴스턴의 언더그라운드 힙합씬에서 처음으로 인기를 얻었다.음악가인 빅 호크(Big Hawk)는 린이 1960년대와 1970년대 초에 소비되었고, 1990년대 초에 더 널리 사용되었다고 말했다. 휴스턴의 래퍼들의 린 복용으로 인해 1990년대에 더 유명세를 타게 되었으며, 나중에 다른 남부 주들로 인지도를 얻었다. 2000년 6월, UGK가 피처링한 스리 6 마피아의 싱글 "Sippin' on Some Syrup"은 퍼플 드링크라는 용어를 전국적 관객들에게 가져왔다.
2004년, 텍사스 대학교 오스틴은 텍사스의 8.3 퍼센트의 중학생들이 더 높은 쾌감을 얻기 위해 코데인 시럽을 복용했다는 것을 발견했다.미국 마약단속국은 미국 남부, 특히 텍사스와 플로리다에서 시럽과 관련된 흉상이 발생했다고 보고했다. 2011년 기준, 휴스턴의 린의 가격은 로스앤젤레스의 두 배였다.
2019년 인터뷰에서, 미국의 래퍼 퓨처는 그가 더 일찍 린 복용을 그만두었다고 공개적으로 인정했다면 그의 팬들이 그의 음악이 바뀌었다고 믿을까 봐 두려워한다고 말했다. 퓨처는 미국 래퍼 주스 월드가 그가 어렸을 때 그의 음악에 영향을 받아 린을 시도했다고 말한 후 실망감을 표현했다. 퓨처는 "그것은 마치 "오, 빌어먹을"과 같다. 내가 린을 마시도록 영향을 준 6학년들이 또 얼마나 많았을까."라고 말했다.두 아티스트는 2018년 10월, 제목 "Wrldon Drugs"라는 공동 믹스테이프를 발매했다.릴 나스 엑스의 히트곡인 "Old Town Road"는 "Lean all in my blad"라는 대사를 포함하고 있지만, 릴 나스 엑스는 린 복용을 지지하지 않는다고 밝혔다.

### 주목할 만한 사용 사례
코데인을 기반으로 한 음료를 대중화한 DJ 스크류 (DJ Screw)는 스리 6 마피아의 싱글이 데뷔한 지 몇 달 후인 2000년 11월 16일, 코데인, 프로메타진, 알코올 과다복용으로 사망했다.
빅 모에 (Big Moe), 마약성 음료인 린을 기반으로 "The City of Syrup"과 "Purple World" 앨범을 만든 DJ 스크류 (DJ Screw), 약물에 대해 강박적으로 랩을 했다"고 묘사된 바 있었던 그는 일주일 전에 심장마비로 혼수상태에 빠진 후, 2007년 10월 14일 33세의 나이로 사망하였다. 린이 그의 죽음에 영향을 미쳤을 것이라는 추측이 있었다.
2007년 12월 4일, 포트 아서(Port Arthur)라는 이름으로 널리 영향을 미쳤던 랩 듀오 UGK의 멤버인 핌프 C가 캘리포니아주 웨스트 할리우드의 몬드리안 호텔에서 숨진 채 발견되었다. 로스앤젤레스 카운티 검시소 (Los Angeles County Coroner's Office)는 그의 사망이 "프로메타진 - 코데인 효과와 다른 미확립 요인들 때문"이라고 보고했다. 에드 윈터(Ed Winter) 검시관 사무국 차장은 약물 복용량은 증가했지만 사망자가 과량이라고 볼 정도는 아니라고 말했다. 그러나 핌프 C (Pimp C)는 수면 중 짧은 시간 동안 호흡이 멈추는 수면 무호흡의 병력이 있었다. 검시관 대변인은 수면 무호흡증과 기침 약물의 조합이 아마도 핌프 C (Pimp C)의 사망을 가져올 정도로 긴 호흡을 억제했을 것이라고 말했다.
2018년 1월 19일, 자신의 음악에서 린을 자주 언급했던 미국의 래퍼 프리도 산타나 (Fredo Santana)가 발작으로 사망하였다. TMZ에 따르면, 그는 그의 중독의 결과로 의심되는 간과 신장 문제를 겪고 있었다고 한다.
2006년 9월, 샌디에이고 차저스 (San Diego Chargers)의 선수였던 테런스 키엘 (Terrence Kiel)은 음료 제조에 사용하기 위해 처방된 기침 시럽을 팔기 위해 연습 중에 체포되었다. 키엘은 FedEx를 통해 친구에게 시럽 상자를 배송하려다 붙잡혔다. 키엘은 통제된 물질을 운반한 2건의 중범죄와 통제된 물질을 판매하기 위한 3건의 소유 혐의로 기소되었다.
2008년 7월 8일, 그린베이 패커스 (Green Bay Packers)의 조니 졸리 (Johnny Jolly)는 나이트클럽 주차장에서 지나치게 시끄러운 음악을 틀었다는 이유로 경찰에 의해 그의 차에 세워졌다. 경찰관들은 탄산음료와 얼음이 들어 있는 두 개의 스티로폼 컵 옆에 있는 홀더에서 닥터 페퍼 병을 발견했다. 사건은 기각되었지만,2009년 12월, 휴스턴 경찰국이 경찰이 증거를 다시 검사할 수 있도록 새로운 장비를 구입한 후, 고소가 다시 제기되었다. 졸리는 최대 징역 20년형을 선고받았지만 초범으로서 집행유예를 받을 자격이 있었다.
2010년 7월 5일, 오클랜드 레이더스 쿼터백(Oakland Raiders quarterback)이었던 자 마커스 러셀(JaMarcus Russell)은 처방전 없이 코데인 시럽을 소지한 혐의로 앨라배마주 모빌의 자택에서 체포되었다. 그는 마약 밀매 수사의 일환으로 체포되었다. 러셀은 시립 교도소에 수감되었다가 보석금을 내고 곧 풀려났다.
2013년 6월 11일, 샌프란시스코에서 총기 난사 사건이 일어난 지 며칠 만에, 래퍼 2 체인즈는 프로메타진과 코데인을 마리화나와 함께 소지한 혐의로 로스앤젤레스 국제공항에서 체포되었다.
린을 수반하지 않는 약물 과다복용으로 사망한 맥 밀러는 린에 대한 중독에 대해 공개적으로 말했다.
2015년 4월 7일, 미국 플로리다주 마이애미 비치에 살면서 두 번째 정규 음반 "Warlord"를 녹음하던 스웨덴 래퍼 융 린(Yung Lean)은 자낙스, 코카인, 린 (마약) 중독으로 인한 과다 복용으로 마운트 시나이 메디컬 센터 (Mount Sinai Medical Center)에 입원했다.

## 상업적 제품
"보라색 음료"라는 개념에 느슨하게 기반을 둔 몇몇 합법적 상업 제품들이 미국에서 판매되고 있다. 2008년 6월, 텍사스주 휴스턴에 본사를 둔 혁신 음료 그룹은 드렁크(Drunk)라는 음료수를 출시했다. 상용 제품에는 코데인 또는 프로메타진이 포함되어 있지 않다. 그러나 멜라토닌 호르몬뿐만 아니라 발레리안 루트 (valerian root), 로즈힙과 같은 허브 성분들의 조합으로 "Slow Your Roll"을 주장했다. 상업 시장에서 유사한 "반에너지" 또는 휴식 음료는 퍼플 스터프 (Purple Stuff), 시핀 시럽 (Sippin Syrup), 린 (Lean) 이라는 이름을 사용한다.

### 비판
이 상업용 제품들은 위험한 불법 혼합물에 대한 관문 역할을 할 수 있는 잠재력으로 비판을 받아왔다.그 마케팅 추진은 사탕 담배 (andy cigarettes를) 만드는 것과 비슷한 것으로 묘사되어 왔다.